# 努瓦耶蓬莫日
努瓦耶蓬莫日（法語：Noyers-Pont-Maugis）是法国香槟-阿登大区阿登省的一个市镇，属于色当区和色当第一县。该市镇2009年时的人口为684人。

## 人口
努瓦耶蓬莫日人口变化图示
| 数据来源：INSEE |